# Miroje Jovanović
Miroje Jovanović (ur. 10 marca 1987 w Titogradzie) – czarnogórski piłkarz grający na pozycji pomocnika w Iskrze Danilovgrad.

## Kariera klubowa
Jovanović rozpoczął karierę w Mladosti Podgorica. W 2007 przeszedł do Komu Podgorica, a w 2009 został zawodnikiem Rudaru Pljevlja, z którym został mistrzem Czarnogóry oraz dwukrotnie wywalczył puchar kraju. W czerwcu 2014 ponownie trafił do Mladosti, z którą w 2015 zdobył Puchar Czarnogóry, a w czerwcu 2015 wrócił do Rudaru. W grudniu 2016 trafił do Iskry Danilovgrad.

## Kariera reprezentacyjna
W reprezentacji Czarnogóry zadebiutował 17 listopada 2013 w wygranym 4:1 meczu z Luksemburgiem, w którym strzelił gola.

## Osiągnięcia
- Mistrzostwo Czarnogóry (1): 2009/2010
- Puchar Czarnogóry (3): 2009/2010, 2010/2011, 2014/2015